# Вальтер, Филипп Антонович
Филипп Антонович Вальтер (28 сентября 1865, Санкт-Петербург — 1 января 1936) — магистр права, приват-доцент гражданского права Петербургского университета, сенатор.

## Биография
Родился в Санкт-Петербурге 28 сентября (10 октября) 1865 года в семье Антона Андреевича Вальтера (нем. Anton Eduard Walther; 1829, Арнштадт, Германия—1897, Санкт-Петербург), военного медика, главного врача Павловского и Преображенского лейб-гвардии полков, выпускника Петришуле (1848 год). 
Среднее образование получал частью в королевской гимназии в Висбадене и в училище Святого Петра в Санкт-Петербурге. В 1883 году поступил на юридический факультет Санкт-Петербургского университета.
В 1887 году, по окончании университета со степенью кандидата, был оставлен при университете по кафедре гражданского права. В течение 1890—1991 академического года сдал экзамен на магистра и в 1892 году, по прочтении пробных лекций, был допущен к чтению лекций на правах приват-доцента. В 1892—1893 академическом году читал курс вексельного права, в 1893—1894 — курс русского семейного и наследственного права.
В 1895 году занимался окончанием магистерской диссертации на тему «Об уступке долговых требований». В 1887 году поступил на службу в канцелярии Гражданского Кассационного департамента Правительствующего сената, а с 1889 года был прикомандирован к Высочайше учреждённой комиссии по составлению проекта гражданского уложения.
В 1909 году произведен в действительные статские советники, чиновник особых поручений V класса при министре юстиции.
В 1910 году преподавал гражданское право на Бестужевских курсах.
В 1914 году произведен в тайные советники.
В 1915 году был назначен сенатором Гражданско-кассационного департамента Сената. После Октябрьской революции, сначала был доцентом (1918—192й), затем профессором Ленинградского университета (1921—1930). После 1930 года был юрисконсультом ряда учреждений (Спичснабсбыт, Союзскладтара).
Умер 1 января 1936 года в возрасте 70 лет. В 1934 году передал свою коллекцию книг (3000 томов по праву и истории, среди которых были раритетные издания) научной библиотеке Ленинградского университета.

## Семья
- Дядя (брат отца) — Федор Андреевич (Христофор Фридрих) Вальтер (1809—1886), филолог-классик, библиограф. Первоначально был преподавателем древних языков; в числе его учеников был И.С.Тургенев.[2]
- Брат — Оскар Антонович Вальтер (1884, Санкт-Петербург— 1941, Ленинград),  ботаник, специалист в области анатомии и физиологии растений; профессор, заведующий кафедрой анатомии и физиологии растений Первого педагогического института в Петрограде, профессор Ленинградского сельскохозяйственного института (ЛСХИ). Погиб в блокаду[3].
- Сестра — Софья Антоновна Вальтер (1872—1961) замужем за Германом Фёдоровичем Цейдлером.
- Племянник (сын сестры Марии Антоновны Вальтер, в замуж. Вейхардт) — Георгий Георгиевич Вейхардт, физик.
- Племянник (сын сестры Анны Антоновны Вальтер, в замуж. Бурсиан) — Виктор Робертович Бурсиан, физик-теоретик, погиб в тюрьме[4].
- Племянник (сын брата, Карла Антоновича Вальтера, врача) — Антон Карлович Вальтер, физик-ядерщик, академик АН УССР.

Был женат дважды.  1-й брак — София Александровна Вальтер (1872—1913), дочь известного петербургского ученого А. Д. Градовского, племянница авиастроителя М.В.Шидловского.
- Сын — Александр (1898—1941), физик, репрессирован[6]; дочь — София Филипповна Вальтер (в замуж. Кулакова; 1912/3—1942), химик, погибла в блокаду[7].

2-й брак — Александра Михайловна Ставрович (1888—1936). 
- Дочь — Нина (1916 ?1926—1941), погибла в блокаду[8]
- Дочь — Екатерина (в замуж. Шахат; 1923—2008).
- Дочь — Ирина (в замуж. Русакова; 1927—1970). Ее муж — Тарас Арсеньевич Русаков (1926—1994), физик, сын А.В.Русакова.
- Сын — Филипп (1928/9—2010)
- Дочь — Елена (в замуж. Баулина; 1931—1992).

## Награды
- Орден Святой Анны 2-й степени (1905)[9][10]
- Орден Святого Владимира 4-й степени (1907)[10]
- Орден Святого Владимира 3-й степени (1912)[9][11]
- Орден Святого Станислава 1-й степени[9]
- Медаль «В память царствования императора Александра III»[9]
- Медаль «В память 300-летия царствования дома Романовых»[9]
- Знак «В память 200-летия Правительствующего Сената»[9]

- Орден Почётного легиона командорский крест[9]